# لاري هارت
لاري هارت (بالإنجليزية: Larry Hart)‏ هو رامي مطرقة أمريكي، ولد في 17 سبتمبر 1946 في كانساس سيتي في الولايات المتحدة.

## وصلات خارجية
- لاري هارت على موقع أوليمبيديا (الإنجليزية)